# Ziel in den Wolken
Ziel in den Wolken ist ein deutscher Film des Regisseurs Wolfgang Liebeneiner aus dem Jahr 1938. Vorlage war der Roman Das Ziel in den Wolken von Hans Rabl.

## Handlung
Deutschland im Jahr 1909: Oberleutnant Walter von Suhr macht Karriere beim Militär und steht vor der Hochzeit mit Tilde von Grävenitz, der Tochter des Regierungspräsidenten von Potsdam. Beim Besuch der Ersten Internationalen Flugwoche von Johannisthal begeistert sich Walter für die Fliegerei und möchte selbst Pilot werden. Er sieht in der Fliegerei die Zukunft, gerade auch für das Militär. Ein Sonderurlaub für die Pilotenausbildung wird ihm verweigert. Er quittiert deshalb den Militärdienst, um gemeinsam mit dem Schlosser Ewald Menzel ein zuverlässiges Kampfflugzeug zu entwickeln. Weder seine Eltern noch die seiner Braut sind von diesen Plänen begeistert. Seine Braut Tilde hält jedoch zu ihm.
Auf dem Flugplatz Johannisthal muss er sich mit Konkurrenten auseinandersetzen und Geldgeber auftreiben, um den Lanz-Preis der Lüfte gewinnen zu können, was nicht gelingt. Ein guter Freund verunglückt tödlich. Doch am Ende kann von Suhr sein Können unter Beweis stellen.

## Produktion
In dem Film kommt auch historisches Bildmaterial zum Einsatz. Der deutsche Flugpionier Hans Grade spielt sich selbst.

## Kritik
„Propagandistischer Film über die Anfänge der Militärfliegerei.“